# Madrasostes granulatum
Madrasostes granulatum är en skalbaggsart som beskrevs av Renaud Maurice Adrien Paulian 1975. Madrasostes granulatum ingår i släktet Madrasostes och familjen Hybosoridae. Inga underarter finns listade i Catalogue of Life.